# Рустамов, Рустам Таги оглы
Рустам Таги оглы Рустамов (азерб. Rüstəm Tağı oğlu Rüstəmov; дата рождения неизвестна, Акстафинский район) — советский азербайджанский виноградарь, лауреат государственной премии СССР (1986).

## Биография
Родился в Акстафинском района Азербайджанской ССР.
С 1946 года — полевод, тракторист, позже — виноградарь совхоза имени Самеда Вургуна Казахского района республики. 
Достиг высоких результатов при выполнении планов по производству сельскохозяйственной продукции десятой (1976—1980), одиннадцатой (1981—1985) и двенадцатой (1986—1990) пятилеток. Проявил себя как опытный виноградарь, уделял внимание тщательному уходу за лозой, ее удобрению, выбору оптимальный сортов для выращивания. План десятой и одиннадцатой пятилеток Рустамов перевыполнил в 2,5 раза, а в 1986 году получил урожай вдвое превышающий плановый показатель — 275 центнеров ягод с каждого гектара. Применял рационализаторские методы для повышения показатели урожайности на гектар — имея в ведении 2 гектара, использовал метод плотных посадок, высадив предпочтительный для этого столовый сорт винограда «Булгар». Обучал секретам виноградарства и молодых рабочих совхоза, воспитал ряд будущих виноградарей.
Постановлением ЦК КПСС и Совета Министров СССР от 7 ноября 1986 года, за большой личный вклад в увеличение производства и повышение качества продукции Рустамову Рустаму Таги оглы присуждена Государственная премия СССР.
Активно участвовал в общественной жизни района, состоял в КПСС, избирался депутатом Казахского районного совета.